# Pistoris

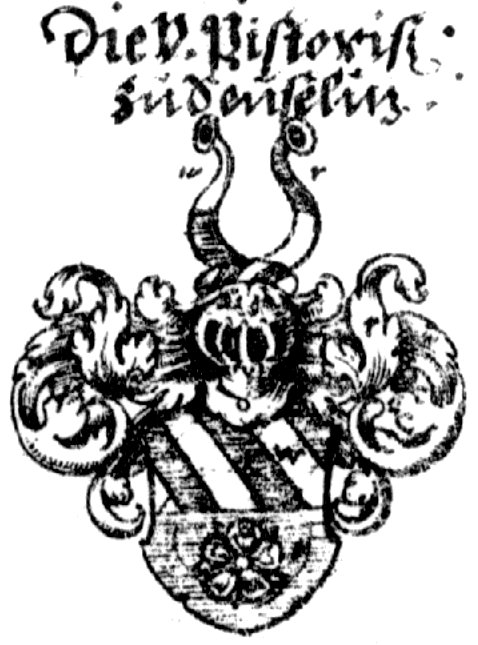
Wappen der Familie Pistoris

Pistoris (ab Mitte des 16. Jahrhunderts: Pistoris von Seußlitz) ist der Familienname einer alten und in Einzellinien geadelten sächsischen Gelehrtenfamilie aus dem 14. Jahrhundert, welche viele herausragende Persönlichkeiten vor allem im Bereich der Rechtswissenschaften hervorgebracht hat.

## Herkunft und Entwicklung
Die Ursprünge der Familie liegen 30 km außerhalb Leipzigs in der Kreisstadt Borna. Hier nannte die Familie sich noch Bäcker/Begker/Becker und sie waren zunächst möglicherweise auch tatsächlich im Bäckerhandwerk tätig. Der erste zu ermittelnde Stammvater Rudolf Becker († 1316) nannte sich erstmals Pistoris, wobei es sich um die lateinische und deklinierte Form von „pistor, pistoris“ = der Bäcker handelt. Seitdem nennen sich alle von ihm abstammenden Nachkommen Pistoris, teilweise auch Pistorius, vielleicht später auch nur noch Pistor. Die Familie Pistoris hatte sich seit der Zeit Martin Luthers frühzeitig zur protestantischen Religion bekannt und sich aktiv für deren Verbreitung und Entwicklung eingesetzt.
Ab Nicolaus Pistoris, dem Medizinprofessor und Leipziger Bürgermeister und Enkel des erstgenannten Ahnherrn Rudolf, erlangte die Familie ihren wissenschaftlichen Ruhm besonders auf dem Gebiet der Rechtswissenschaften. Petrus Albinus, sächsischer Geschichtsschreiber sprach gar vom „gelehrtesten Geschlecht in Meissen, aus denen  die meisten Doktoren, kurfürstlichen Ober- und Hofrichter, Hof- und Geheime Räte sowie ein sächsischer Kanzler stammten“.
Für seine Verdienste wurde Simon Pistoris der Jüngere am 20. April 1521 von Kaiser Karl V. in Worms in den erblichen Reichsadelstand sowie am 4. August 1555 vom römisch-deutschen König und späteren  Kaiser Ferdinand I. in Prag in den erblichen Reichsritterstand erhoben.

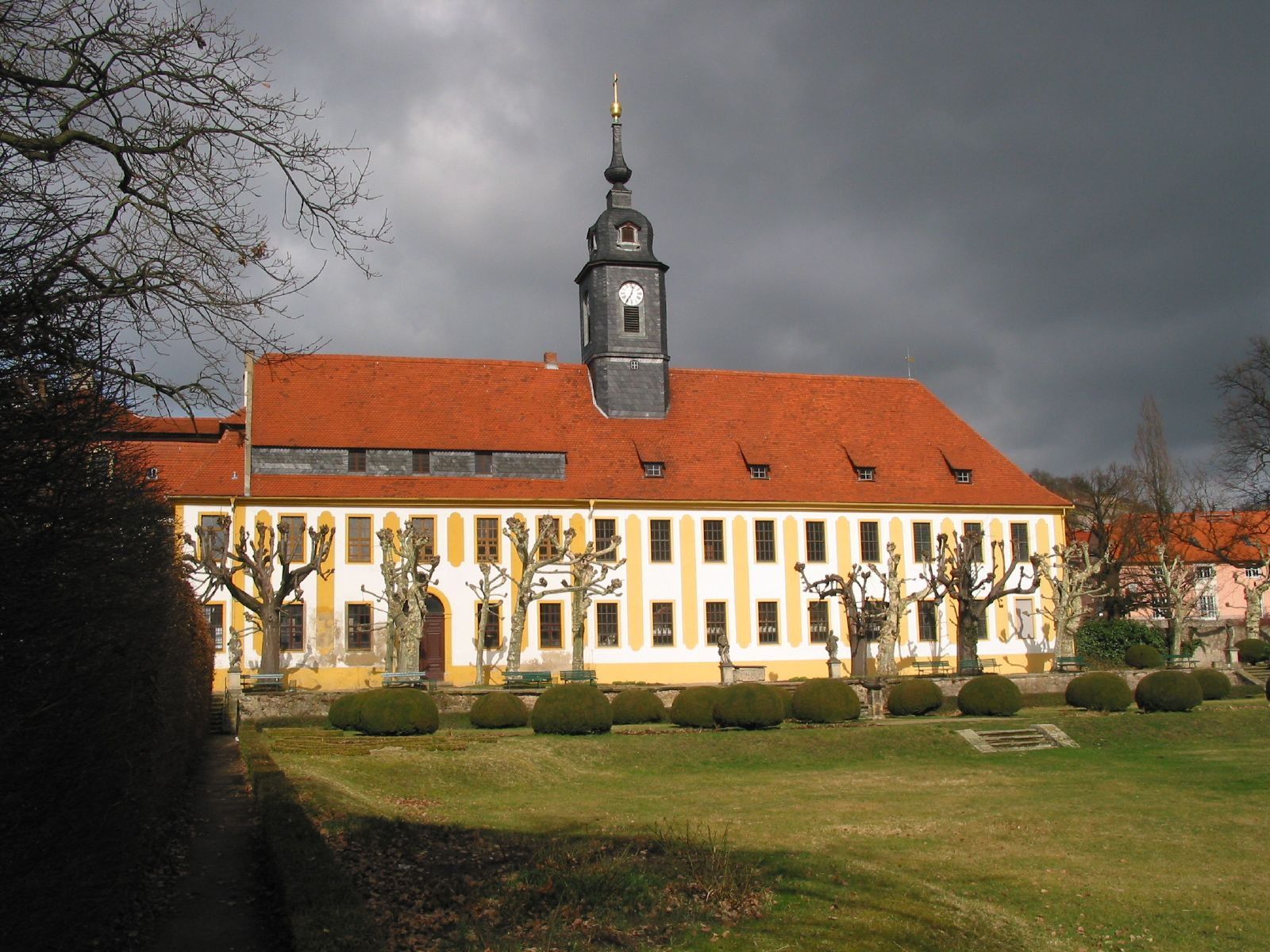
Schloss Seußlitz – Stammsitz der Familie

In diesem Zeitraum erwarb die Familie Pistoris zahlreiche Güter und Ländereien vor allem Gut und Schloss Seußlitz nebst angeschlossenen Dörfern (1546), welches bis 1720 im Familienbesitz blieb, sowie Anteile bei Merschwitz (1550) und später noch Gut und Schloss Hirschstein (ca. 1586). Aber auch in Leipzig selbst waren sie Besitzer unter anderem des alten Fürstenhauses in der Grimmaische Straße sowie von Auerbachs Hof. Noch heute erinnert eine Straße im Leipziger Ortsteil Schleußig an die Familie.
In der Kirche zu Seußlitz befindet sich seitwärts neben dem Altar die Familiengruft, bedeckt mit einer von Georg Fabricius beschrifteten Grabsteinplatte, in der die meisten der Familienangehörigen beigesetzt worden waren. An der Friedhofsmauer ist ein weiterer Grabstein erhalten, auf dem das Familienwappen eingraviert ist. Die Familie selbst ist heutzutage, so weit bekannt, in Deutschland im Adelsstamm erloschen.
Hartmann Pistoris (* 1673), letzter Herr auf Seußlitz und Enkel des Prinzipalgesandten Johann Ernst Pistoris von Seußlitz und Hirschstein, zog es in die Steiermark, wo er im Raum Mürzzuschlag bedeutende Hammerwerke gründete, die über mehrere Generationen hinweg im Familienbesitz blieben. Wegen erfolgreichen Unternehmertums wurde dessen Enkel Franz Xaver Pistoris (1734–1792) der österreichische Adel verliehen und die Familie nannte sich in der Folge Pistoris, Edle von Adelfeld. Sie gilt ebenfalls als erloschen.
Beweiskräftig ist dagegen keine Verbindung zwischen der hier beschriebenen sächsischen Familie Pistoris und der hessischen Familie aus Nidda oder der württembergischen Familie gleichen Namens zu finden, die sich zudem mehrheitlich „Pistorius“ nannten und ebenfalls teilweise geadelt worden waren.

## Wappen und Kupferportraits
Vom Wappen der Familie Pistoris aus Sachsen ist bekannt, dass es seit der Adelssprechung der Familie nicht mehr mit einer Brezel, sondern nun mit einer silbernen Rose im unteren Rund bestückt worden war. Ebenso wurden zahlreiche Kupferportraits und Portraitmedaillen zu den einzelnen herausragenden Persönlichkeiten der Familie mit rückseitig eingeprägtem Wappen hergestellt. Diese Portraitmedaillen können heutzutage teilweise in den verschiedenen Münzkatalogen bzw. im Münzkabinett zu Dresden besichtigt werden.

## Persönlichkeiten
- Nicolaus Pistoris (1411–1471), Professor der Medizin und Leibarzt sowie Bürgermeister von Leipzig
- Simon Pistoris der Ältere (1453–1523), Sohn von Nicolaus Pistoris; Professor der Medizin und Leibarzt in Leipzig
- Simon Pistoris der Jüngere von Seußlitz (1489–1562), Sohn von Simon Pistoris den Älteren; Rechtswissenschaftler, Universitätsprofessor, Geheimer Rat und herzoglich sächsischer Kanzler
- Modestinus Pistoris von Seußlitz (1516–1565), Sohn von Simon Pistoris den Jüngeren, Rechtswissenschaftler, Stadtrichter, Universitätsprofessor, Bürgermeister von Leipzig
- Hartmann Pistoris von Seußlitz und Hirschstein (1543–1603), Sohn von Simon Pistoris den Jüngeren; Rechtswissenschaftler und Geheimrat der sächsischen Kurfürsten
- Simon Ulrich Pistoris von Seußlitz und Hirschstein (1570–1615), Sohn von Hartmann Pistoris; Rechtswissenschaftler und lateinischer Dichter
- Johann Ernst Pistoris von Seußlitz (1605–1680), Neffe von Simon Ulrich Pistoris, Kursächsischer Geheim- und Appellationsrat, Oberhofrichter in Leipzig, Amtshauptmann von Pegau und Bornau; Prinzipalgesandter zum Westfälischen Frieden